# Alessandro Cambalhota
Alessandro Cambalhota (Teixeira de Freitas, 27 mei 1973) is een voormalig Braziliaans voetballer.

## Braziliaans voetbalelftal
Alessandro Cambalhota debuteerde in 1999 in het Braziliaans nationaal elftal en speelde 1 interland.